# Bygholm Nørremark
Der Fundplatz Bygholm Nørremark (auch Nørremark Haraldshøj genannt) war ursprünglich eine Anlage vom Typ „Konens Høj“.

## Lage
Sie liegt westlich von Horsens südlich des Silkeborgvej, in der Vejle Kommune in Jütland in Dänemark. Bisher sind erst etwa ein Dutzend Anlagen dieses Typs bekannt, die zunächst nur in Jütland und auf Fünen (eine Anlage) und Schleswig-Holstein untersucht wurden, so dass die Datenbasis für die Nordgruppe der Trichterbecherkultur (TBK) gering ist.

## Beschreibung
In Bygholm Nørremark (und in Fakkemose) können zwei Phasen erkannt werden. Die jüngere, in der die Grabstätte durch die Randsteine eines Hünenbettes mit einem Dolmen umgeben wurde, überdeckt eine ältere Phase, innerhalb der eine Grabstätte, verbunden mit mehreren Pfostenbauten und umgeben von einer West-Ost-orientierten trapezoiden Palisade, bestand. 
Bei einer erneuten Ausgrabung der neben Barkjaer ältesten dänischen Anlage in Bygholm Nørremark wurden die Überreste eines 13- bis 15-jährigen Jungen entdeckt. Er wurde vermutlich durch den Feuersteinpfeil getötet, der sich im Brustraum fand. Die trapezoide Anlage ist ein Grabenwerk, auf dessen Sohle sich palisadenartig hohe, eng gesetzte Pfosten befanden. Das etwa 71 m lange Trapez ist am breiten Ende etwa 13 m und am schmalen Ende vier Meter breit. Im Zentrum lag ein Holzsarg, der auf Steinen ruhte. Die kremierten Skelette von vier Erwachsenen, bestehend aus zwei Paaren, waren mit den Füßen zueinander beerdigt worden. Es fanden sich keine Grabbeigaben, was üblicherweise ein Hinweis auf ein Bauopfer und nicht auf eine Bestattung ist. Die Überreste einer Mahlzeit wurden nahe den kleinen Grabstätten gefunden, die innerhalb der Einhegung lagen. In der Nähe der Basis wurden die Überreste eines Bechers der Fuchsberg-Stufe registriert. Auch eine Radiokohlenstoffdatierung des Fassadenbaus wurde vorgenommen mit dem Ergebnis, er stammt aus der Zeit 3780–3360 v. Chr. 
Bereits im Jahre 1924 erfolgte die Bergung des Hortfundes von Bygholm Nørremark in einer Kiesgrube. Der Fund eröffnete den Weg zur Zuweisung weiterer Einzelfunde in die früheste europäische Metallzeit (4500 bis 3750 v. Chr.).
In der Nähe liegt das Ganggrab Lovby Kirketomt.